# Mission militaire française en Grèce (1911-1914)

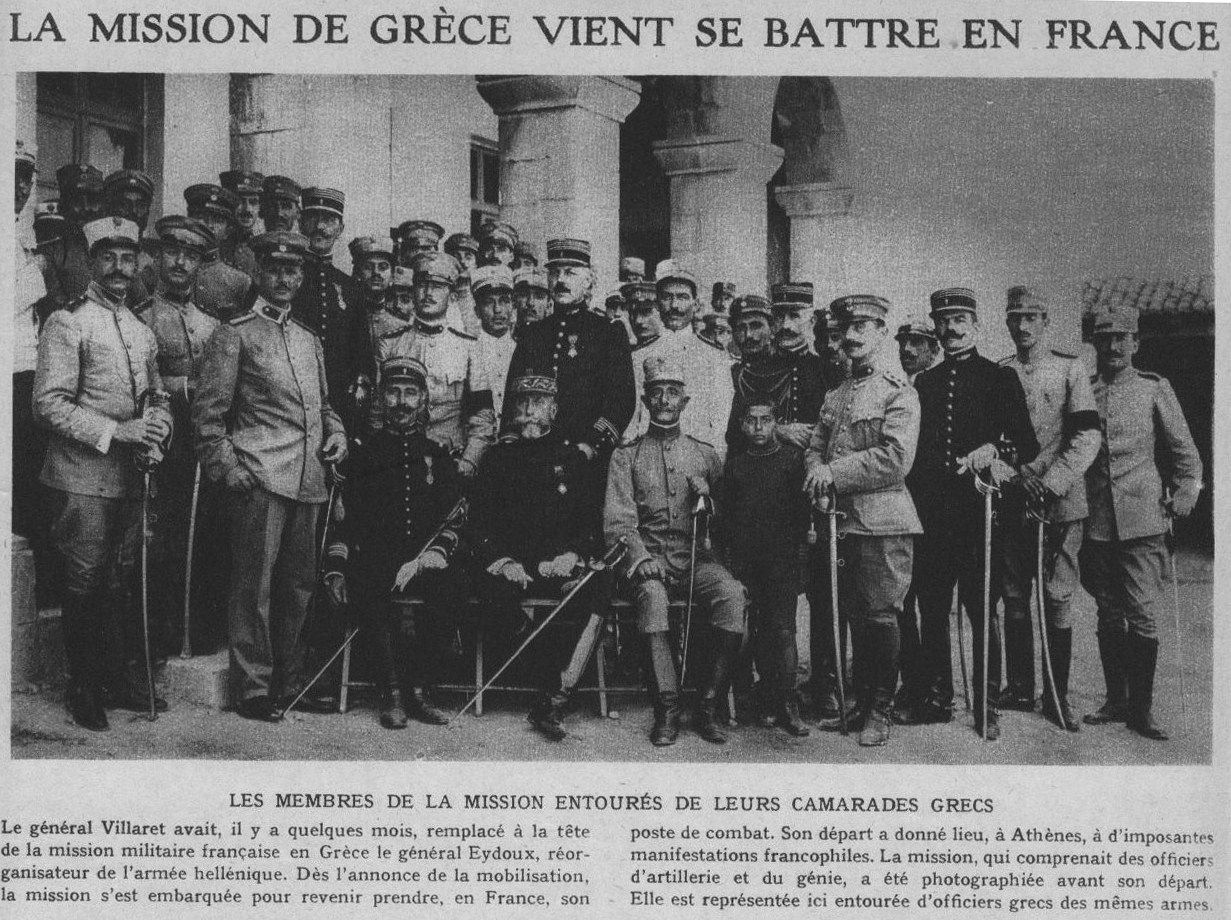
La mission militaire française juste avant son départ de Grèce, en juillet 1914

La mission militaire française en Grèce est appelée par le gouvernement d'Elefthérios Venizélos afin de réorganiser l'armée hellénique, en parallèle à une mission navale britannique également appelée pour réorganiser la marine royale hellénique. La mission française arrive en janvier 1911, sous le commandement du général Joseph-Paul Eydoux, remplacé en avril 1914 par le général Étienne de Villaret (qui avait également servi dans une mission au Japon plus tôt dans sa carrière). Elle reste en Grèce jusqu'au début de la Première Guerre mondiale en août 1914, quand elle est rapatriée.
La défaite de la Grèce dans la guerre gréco-turque (1897) met en évidence les nombreuses lacunes de l'armée grecque. Les efforts successifs pour moderniser et réorganiser l'armée grecque sont entrepris par le cabinet de Geórgios Theotókis dans les années 1900, mais l'exacerbation des tensions dans les Balkans après la crise bosniaque rend la réorganisation approfondie impérative. Depuis sa création au cours de la guerre d'indépendance grecque, l'armée grecque a suivi le modèle français qui avait déjà envoyé une mission militaire de 1884 à 1887. Ce choix est toutefois débattu entre les Français et les Allemands, ces derniers étant privilégiés par l'inspecteur général de l'armée, à l'époque le prince héritier Constantin de Grèce mais aussi les officiers de l'état-major général la plupart formés par les Allemands. Les Français sont les favoris de la plupart des officiers ayant pris part au coup de Goudi de 1909 mais aussi du Premier ministre Elefthérios Venizélos lui-même et ceci pour des raisons politiques[Lesquelles ?].
La mission française est dotée de pouvoirs extraordinaires, avec des officiers français placés à la tête de départements et responsables de formations militaires grecques, tels que le lieutenant-colonel Descoins, alors qu'Eydoux lui-même, général de division dans l'armée française, reçoit le grade de lieutenant général de l'armée grecque. À l'époque, il s'agit d'un grade tenu par le seul prince héritier. La mission révise la formation et l'organisation des structures, conduisant aux manœuvres, très réussies, de mai 1912. Malgré l'inachèvement de la mission, les changements qu'elle a apportés ont un effet mesurable sur la performance des Grecs dans les guerres balkaniques, qui débutent en octobre 1912. Concrètement, la puissance de l'armée mobilisée passe de 60 000 à environ 100 000 hommes, avec 135 000 autres hommes en réserve et après que le nouveau régime de la division triangulaire soit adopté, bien avant les grandes armées de l'Europe occidentale.

## Source
- (en) Cet article est partiellement ou en totalité issu de l’article de Wikipédia en anglais intitulé « French military mission to Greece (1911–14) » (voir la liste des auteurs).